# Tomás Martín Feuillet
Tomás Martín Feuillet (La Chorrera, República de la Nueva Granada, 18 de septiembre de 1832 - Piendamó, Confederación Granadina, febrero de 1862) fue un poeta, escritor romántico y militar granadino.

## Biografía

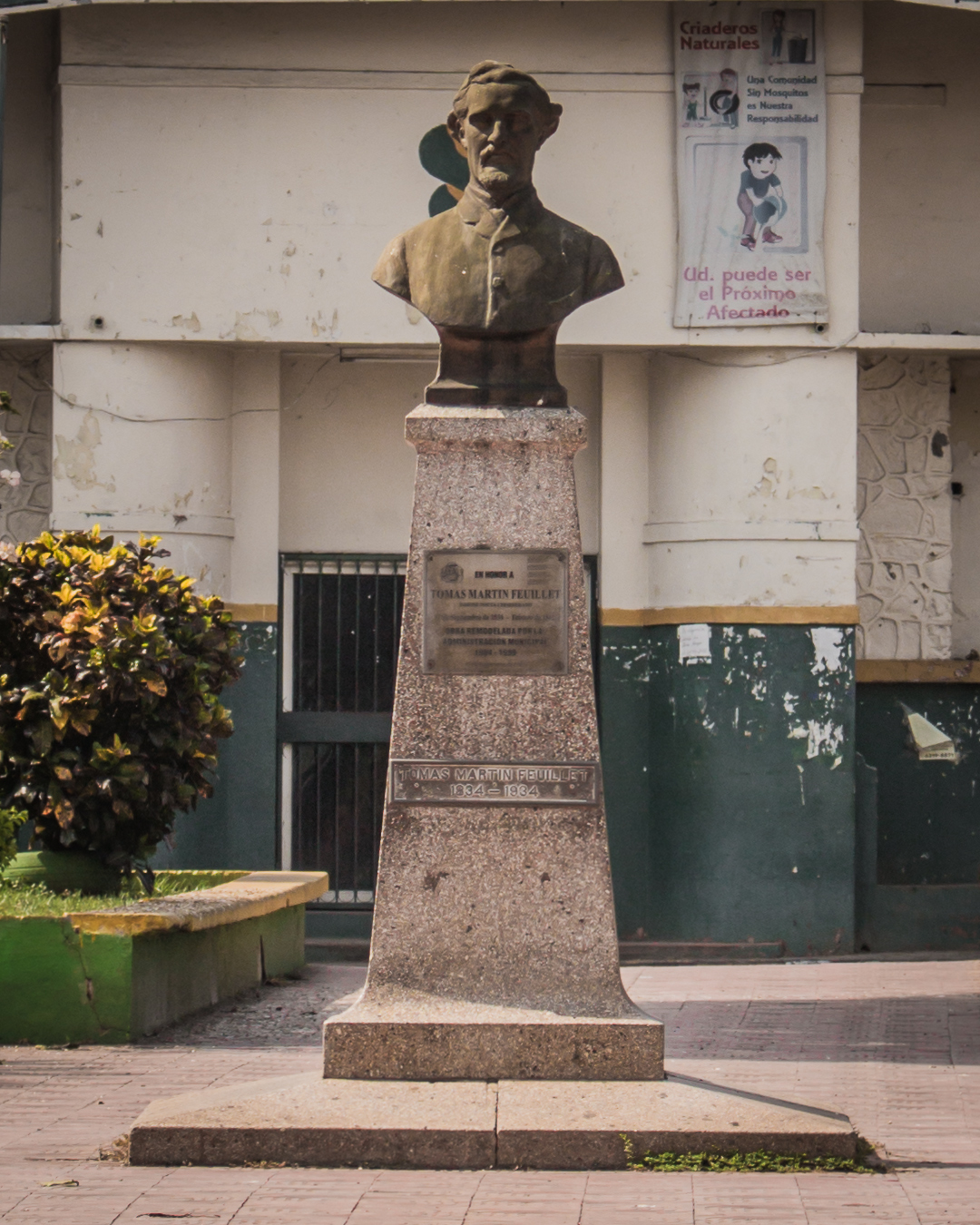
Busto de Tomás Martín Feuillet en La Chorrera, su ciudad natal.

No se tiene a ciencia cierta información de su origen pero fue entregado a los señores José Martín y Juliana Feuillet de Martín en Panamá, quienes lo adoptaron como su hijo bajo el nombre de Tomás Martín Feuillet.  Indicios sugieren que es hijo de una mujer no identificada y de Juan Bautista Feraud Álvarez (1797-1852), comerciante y político nacido en Cuba de padre francés y madre cubana, radicado en Panamá que hace entregar al niño a los señores José Martín y Juliana Feuillet.  Al fallecer Juan Bautista Feraud Álvarez lega a éste 6,000 pesos de su fortuna y ruega a su esposa Manuela Diez y a su hija Manuela Clotilde Feraud Diez de Arias hacerse cargo de éste.
Realizó algunos de sus estudios en Panamá. A los 17 años prosiguió sus estudios de literatura española en Bogotá, pero no los terminó debido a que contrajo fiebres tifoideas, que lo dejaron lisiado de una pierna de por vida. Posteriormente viajó a Jamaica para estudiar inglés.
La muerte de su madre adoptiva lo obligó a regresar a Panamá y, posteriormente, también moriría su padre adoptivo. Fue después de la muerte de sus padres adoptivos cuando descubrió su verdadero origen

### Carrera literaria
Debido a la pérdida de sus padres y el conocimiento de sus origen causaron la melancolía, pesimismos y tristeza que plasmó en sus poemas. El poema más sobresaliente ha sido «La Flor del Espíritu Santo», dedicado a la flor nacional de Panamá. Otros poemas que escribió destacados fueron «Mi retrato», «A la cruz de San José», «Recuerdo», «¿Cuánto tienes?», «A María», «La maldición», «Los caracoles», «Fe, esperanza y caridad», «El ángel y el niño».
Como escritor fue colaborador de los periódicos El Panameño y El Centinela.

### Carrera política y militar
Fue Teniente de la Segunda Compañía del Batallón de Infantería de la Milicia del Departamento y Ayudante para la Gendarmería del distrito de Panamá, cargo del que renunció. El primero de enero de 1857 es designado Intérprete Público. Luego, Preceptor de la Escuela Primaria de Santa Ana, cargo que también renuncia. En agosto de 1857, recibe 123 votos en las elecciones para Representante. En febrero de 1858 se encarga de la Alcaldía, como Primer Suplente del titular y en diciembre resulta elegido cabildante. 
A principios de 1860 confiere amplio poder José Francisco de la Ossa, y viaja al Sur, contratado, se dijo, por “El Sol de Piura”, en cuyas páginas dejará un puñado de poemas, penetrados algunos de sombrío humor. En diciembre regresó a Panamá, donde poco antes le había nacido un hijo ,cuya madre fue Vicenta Costa, a este niño le dedicó uno de sus últimos versos.
Posteriormente se trasladó a Perú, donde fue secretario particular del general Julio Arboleda. Debido a su comportamiento militar en las batallas fue ascendido a sargento mayor.
En enero de 1862 las fuerzas de Arboleda sufrieron una derrota. Entre los numerosos desaparecidos se contaba el oficial Miguel Arboleda, pariente cercano del general Arboleda.
Días después ―en febrero de 1862―, Feuillet acompañó a Manuel Antonio Arboleda, padre del prisionero, para establecer negociaciones de canje. Sin embargo descubrieron que no quedaba ningún sobreviviente. Cuando emprendieron el regreso, pernoctaron en una casa del camino en la villa de Piendamó (en la actual Colombia), y fueron asaltados y asesinados por grupo de indígenas pijaos.
En un informe rendido ante el Senado de Colombia, Jorge Holguín explicó los detalles de la agresión:

Los primeros bayonetazos los recibió el Sr. Arboleda en los ojos, quedando desde el primer momento completamente ciego. Feuillet se interpuso, y al desenvainar su espada le cortaron de un sablazo la mano derecha. De otro tajo le despedazaron la cara. Así y todo, los desventurados se defendían con los taburetes, con las mesas y con todo lo que podían hallar a mano, pasando de una pieza a otra, entre gritos y vociferaciones, insultos y carcajadas.
Jorge Holguín, 1862